# 고성 장산숲
고성 장산숲(固城 章山숲)은 대한민국 경상남도 고성군 마암면에 있는 숲이다. 1987년 5월 19일 경상남도의 기념물 제86호로 지정되었다.

## 현지 안내문
고성 장산숲은 약 600년 전 조선 태조(재위 1392∼1398) 때 호은 허기 선생이 마을의 지형적 결함을 보충하기 위하여 조성한 숲이라고 전해진다. 처음에는 길이가 1000m에 달했다고 하나 지금은 길이 100m, 폭 60m 정도만이 남아있다.
현재 숲을 이루고 있는 나무는 약 250여 그루로 우리나라 온대 남부지역에서 주로 자라는 느티나무, 서어나무, 긴잎이팝나무, 소태나무, 검노린재나무, 배롱나무, 쥐똥나무 등이 주종을 이루고 있다.
조선 성종(재위 1469∼1494) 때 이퇴계 선생의 제자였던 허천수 선생이 이 숲에 정자를 짓고 연못을 만들어 낚시와 산놀이를 즐겼다고 하며, 연못 중앙에는 조그만 섬이 만들어져 있어 숲의 풍경을 한층 아름답게 해주고 있다.
고성 장산숲은 마을의 지형적 결함을 막기 위해 만들어진 숲으로 옛 선조들의 자연이용이 슬기로웠음을 엿볼 수 있는 훌륭한 자연유산이다.

## 참고 자료
- 고성 장산숲 - 국가유산청 국가유산포털